# Venus Calipigia
Una Venus Calipigia (en griego antiguo, Ἀφροδίτη Καλλίπυγος —Aphrodite Kallipygos, «Afrodita de Bellas Nalgas»—) es un tipo de estatua femenina semidesnuda de época helenística en que una diosa (o mujer) se levanta el peplo hasta la cintura, mientras mira hacia atrás, a fin de que se le vean sobre todo las nalgas.
Por extensión, el término «calipigia» se emplea para referirse a toda obra artística (generalmente pictórica o fotográfica) en que las nalgas de la modelo aparecen de forma tal de atraer el interés de quien la observa.

## Copias posteriores

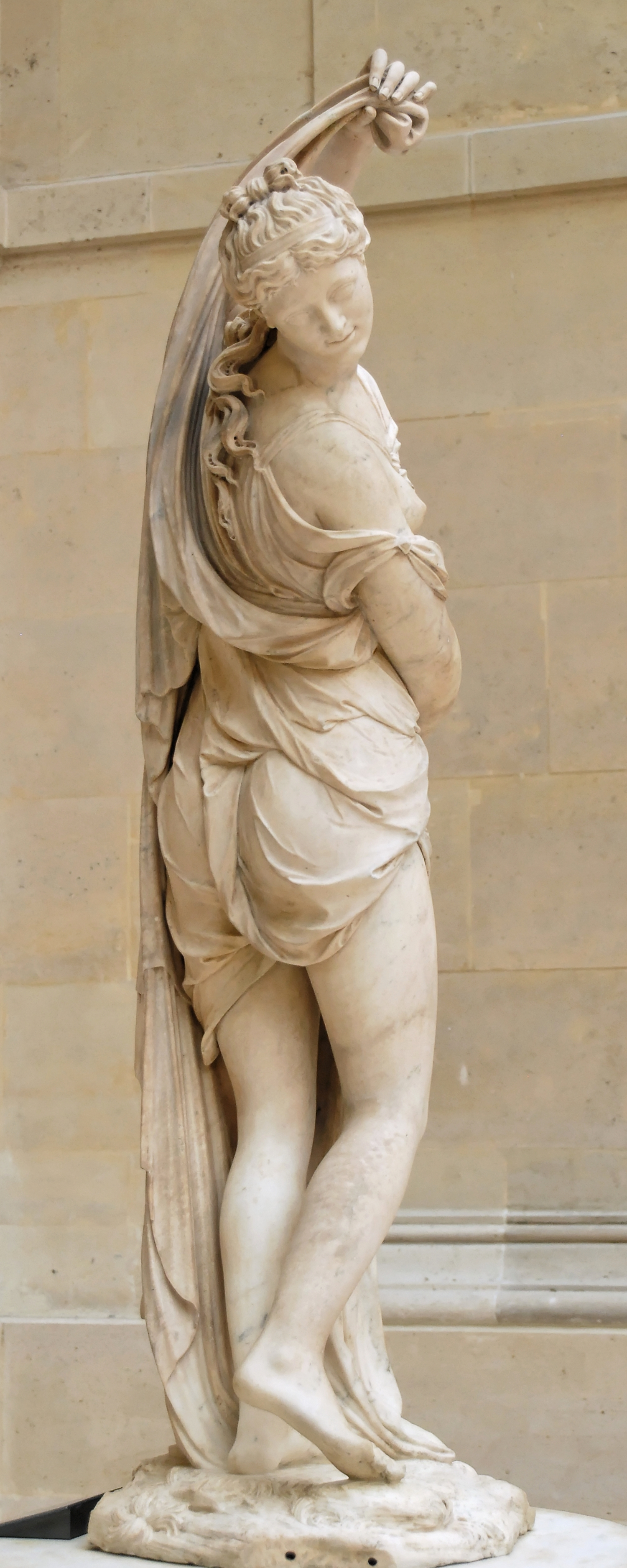
François Barois. Venus Calipigia. Museo del Louvre.